# Landschaftsschutzgebiet Asental
Das Gebiet „Asental“ ist ein durch den Kreis Lippe als unterste Naturschutzbehörde ausgewiesenes Landschaftsschutzgebiet im Nordosten der lippischen Stadt Bad Salzuflen in Nordrhein-Westfalen in Deutschland.

## Lage
Das rund sieben Hektar große Landschaftsschutzgebiet Asental gehört naturräumlich zum Lipper Bergland. Es erstreckt sich am Rand des Bad Salzufler Stadtforsts, zwischen dem Asenberg im Süden und dem Vierenberg im Norden sowie auf einer Höhe zwischen rund 157 und 106 m ü. NHN.

## Beschreibung
Das Schutzgebiet wird als etwa 950 Meter langer Talabschnitt im Oberlauf der Asen mit Feuchtgebiet, feuchter Brachfläche, Quelle, Stauteichen, Waldbereich und Waldrandzone beschrieben.
Die Asen mündet im Salzufler Landschaftsgarten in die Salze.

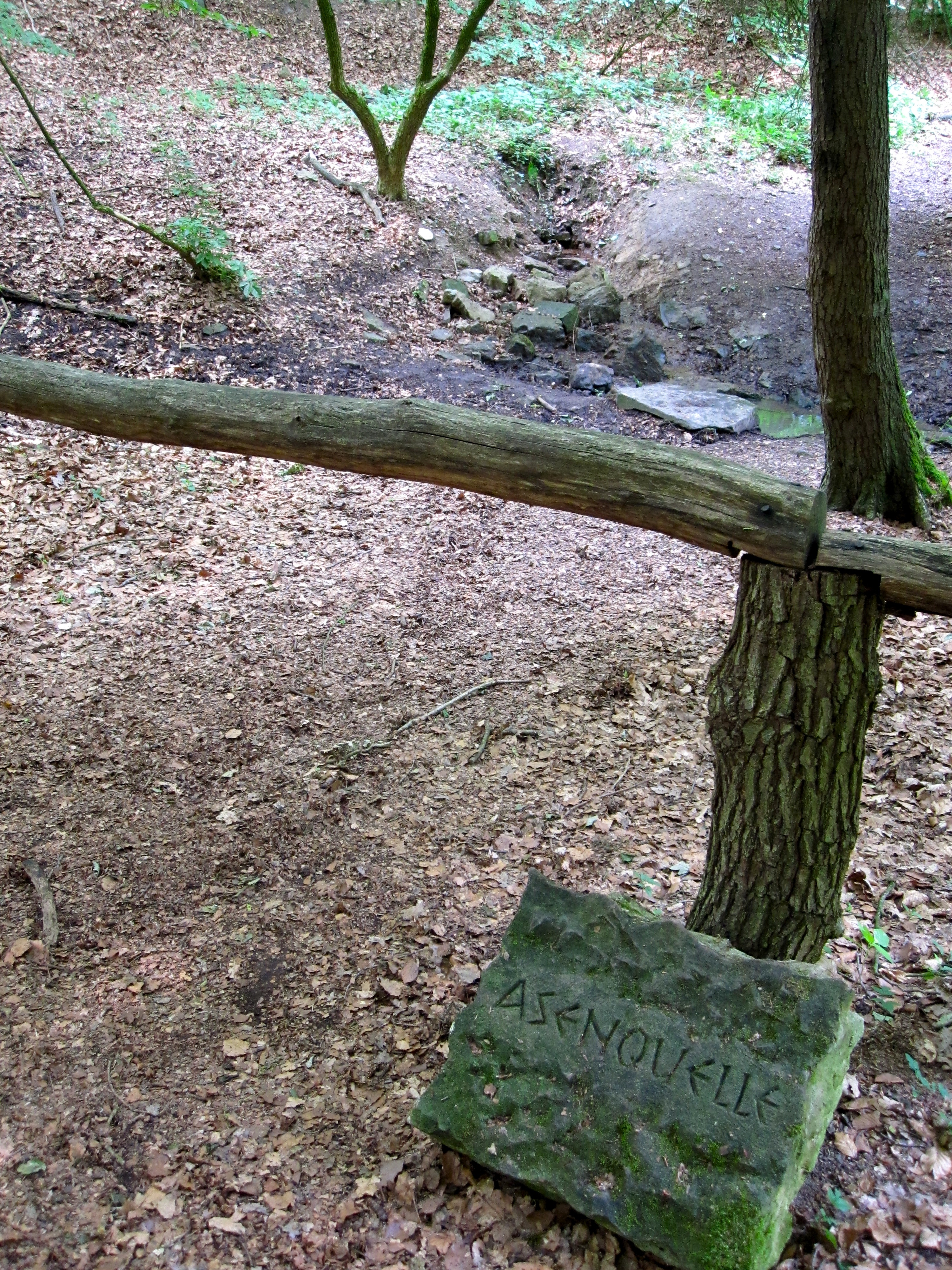
Die gefasste Asenquelle
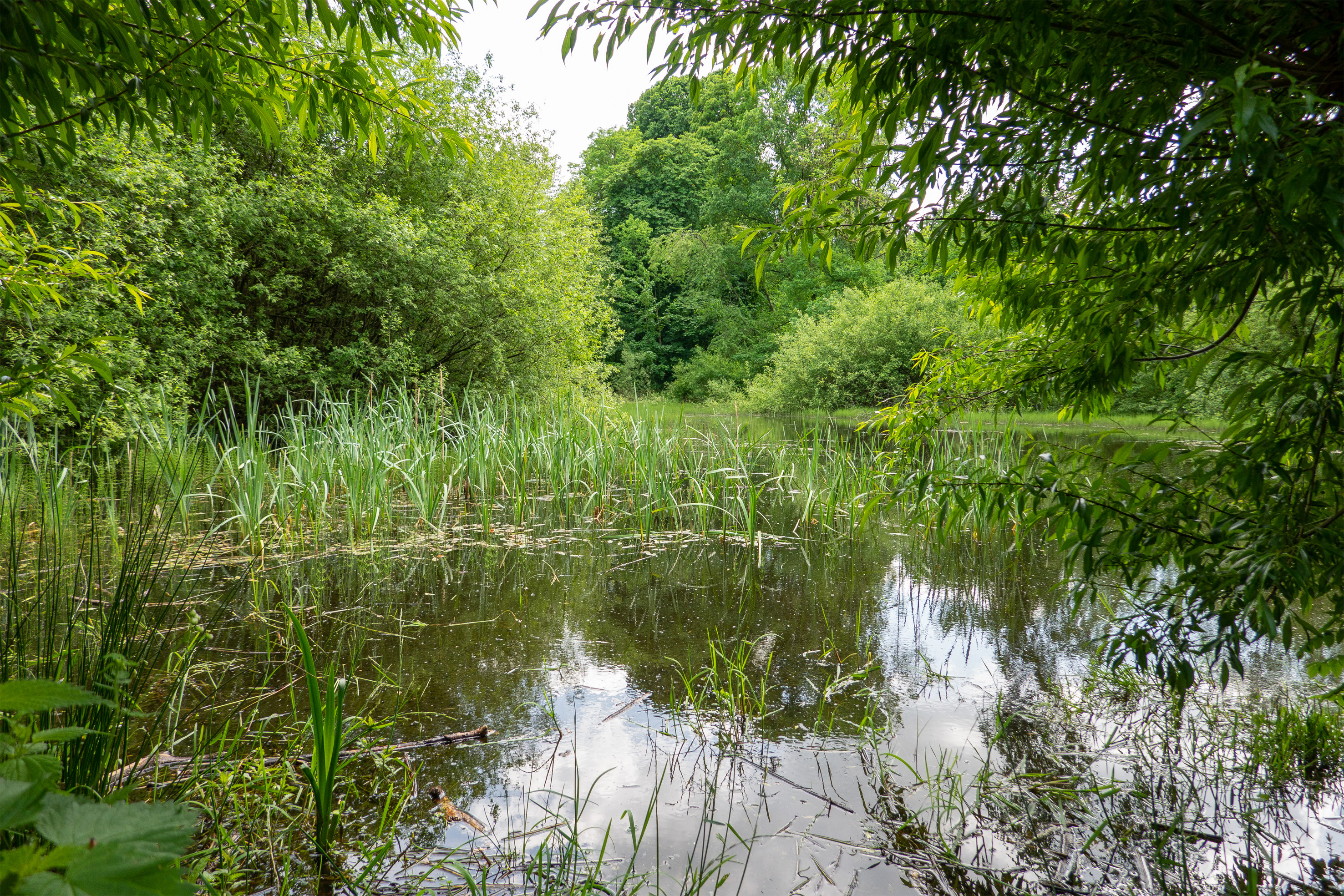
Stauteich
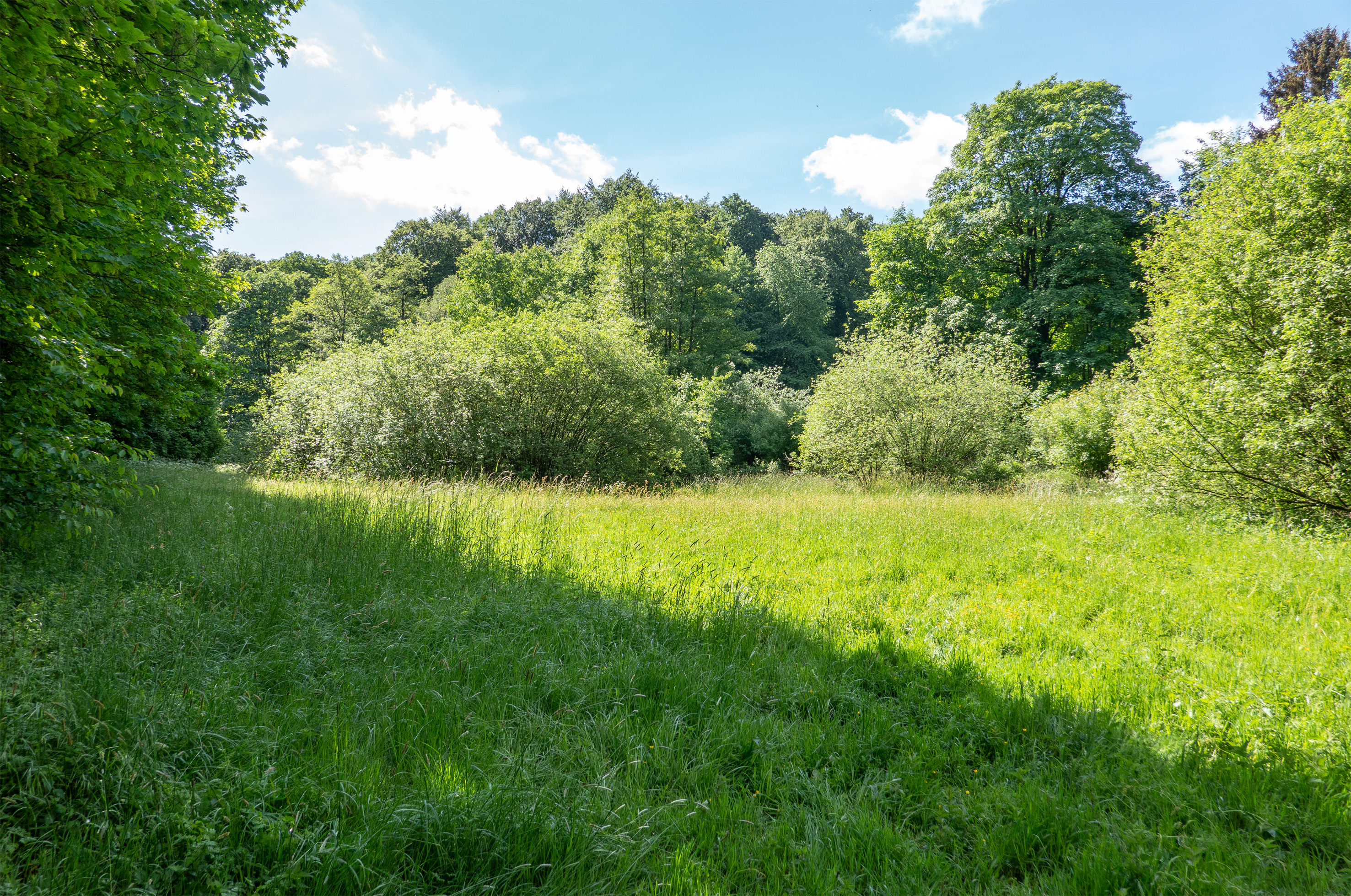
Waldrandzone mit Feuchtgebiet

## Schutzzweck
Wesentlicher Schutzzweck ist die „Erhaltung eines Bachlaufs in einem tief eingeschnittenen Kerbtal und ihn umgebenden bodensauren Buchenwäldern mit teilweiser Birken- und Eichenbeimischung, feuchten Grünlandstreifen sowie kleinen, als Artenschutzgewässer angelegten Teichen.“